# نيكولاي (رئيس أساقفة فلاديمير سوزدال)
نيكولاي واسمه الكامل نيكولاي ألكسندروفيتش ناليموف (بالفنلندية: Nikolai Aleksandrovitš Nalimov؛ بالروسية: Николай Александрович Налимов)؛ (19 يونيو 1852 في نوفايا لادوغا - 13 يوليو 1914 في سانت بطرسبرغ) كان كاتبا وفاعل خير وكاهنا روسيا. شغل مناصب عدة منها رئيس الكنيسة الفنلندية الأرثوذكسية ورئيس أساقفة فيبورغ وسائر فنلندا ثم رئيس أساقفة فلاديمير سوزدال.
تخرج نيكولاي من مدرسة سانت بطرسبرغ اللاهوتية عام 1873 أولا على دفعته. بعد ذلك، التحق بأكاديمية سانت بطرسبرغ اللاهوتية ، وتخرج منها عام 1877 بدرجة في اللاهوت وعين مدرسا في مدرسة ألكسندر نيفسكي في سانت بطرسبرغ. واعتبارا من 28 أغسطس 1878، كان قيما مساعدا ومدرسا في مدرسة سانت بطرسبرغ الإكليريكية.

## حياته الكهنوتية
في 8 يونيو 1885 رُسم راهبا، وفي 12 من نفس الشهر كاهنا. في 17 يناير 1886 تم تعيينه رئيسا لمدرسة سمولينسك، وفي 26 من الشهر نفسه رقي إلى أرشمندريت. وشغل منذ 21 مارس 1889 منصب عميد لمدرسة سانت بطرسبرغ اللاهوتية. في 5 أغسطس 1890، كرس أسقفا على لادوغا ونائبا لأبرشية سانت بطرسبرغ. وفي 24 أكتوبر 1892 عين أسقف جدوف، نائبا في نفس الأبرشية. ثم أسقفا لساراتوف في 13 نوفمبر 1893. وفي 16 يناير 1899 انتخب رئيس أساقفة لفيبورغ وسائر فنلندا. في عام 1904 تحصل على قلادة باناجيا مرصعة بالأحجار الكريمة. وفي 8 أبريل 1905، تم تعيينه رئيس أساقفة على تفير. ثم رئيس أساقفة لكارتاليا وكاخيتي في 1 يوليو 1905. ثم رئيس أساقفة لجورجيا. في عام 1905 حصل على حق ارتداء صليب على الكولبوك خاصته. ثم شغل منصب رئيس أساقفة فلاديمير سوزدال من 23 يونيو 1906 إلى حين وفاته في 13 يوليو 1914.